# CZ Loko EffiShunter 1000M
Die Fahrzeuge des Typs EffiShunter 1000M sind dieselelektrische Lokomotiven des tschechischen Herstellers CZ Loko, die durch Umbau aus älteren Lokomotiven der Baureihen 740 und 742 entstehen. Bis auf den Rahmen und die Drehgestelle entsprechen sie technisch weitgehend den Lokomotiven des Typs EffiShunter 1000.
Die Lokomotiven werden insbesondere von den staatlichen tschechischen Eisenbahnverkehrsunternehmen České dráhy (ČD) und ČD Cargo (ČDC) als Rangierlokomotive und im Güterverkehr eingesetzt. In Ausnahmefällen führen sie auch Reisezüge. Die Lokomotiven von ČD Cargo und weiteren privaten Betreibern für den Güterverkehr sind in die Reihe 742.7 eingeordnet. Die bei České dráhy beheimateten Lokomotiven gehören zur Reihe 743.2.

## Geschichte

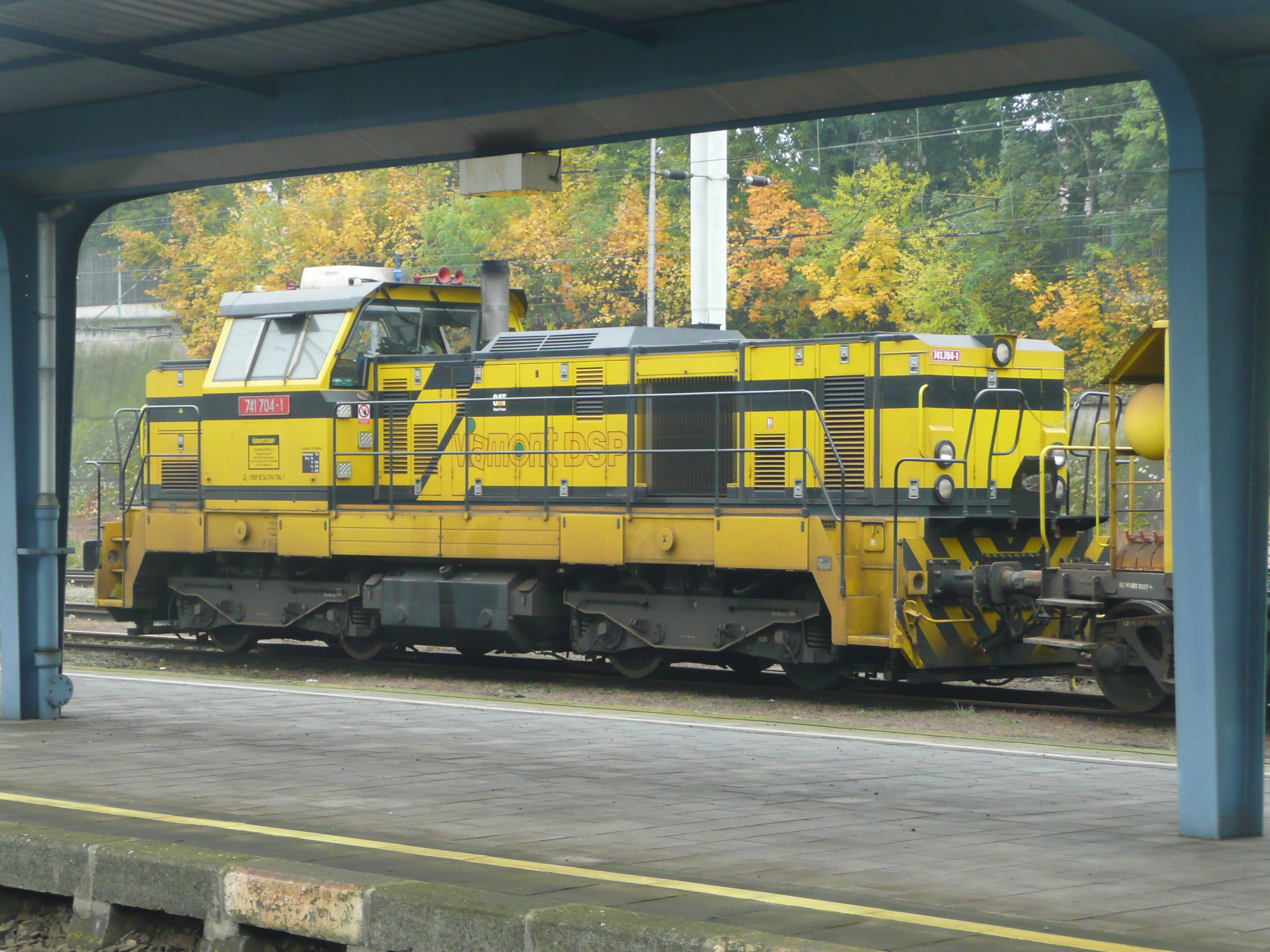
Umgebaute 741 704 von Viamont 2012 im Bahnhof Lovosice

Um 2010 begannen bei ČD Cargo und einigen Betrieben mit viel Schienengüterverkehr (z. B. Viamont oder Unipetrol Doprava) Überlegungen hinsichtlich der Verbesserung der in ihrem Bestand befindlichen Lokomotiven der Reihen 740 und 742. Das Hauptziel bestand darin, die Lebensdauer der Lokomotiven zu verlängern, die Arbeitsbedingungen für das Lokpersonal zu verbessern und die Kosten für die Unterhaltung zu minimieren. Gewinner des Projektes Rekonstruktion Baureihe 740/742 war die Firma CZ Loko. Um 2010 entstand die 742 701 von ČD Cargo, die aus einer Lokomotive der Reihe 742 umgebaut und im Raum Ostrava ausführlich getestet wurde. Im gleichen Jahr entstanden vom gleichen Hersteller mehrere Lokomotiven der Reihe 741.7 aus der Reihe 740. Mit diesen Lokomotiven wurde mehrere Jahre intensive Erprobungen durchgeführt. 2019 begann die Serienfertigung der nun als EffiShunter 1000M bezeichneten Lokomotiven.

## Einsatz
ČD Cargo
Die ersten Lokomotiven wurden an ČD Cargo geliefert und in die Baureihe 742.7 eingeordnet.
České dráhy (ČD)
Die ČD ließen einige Lokomotiven 2023 und 2024 umbauen und ordnete sie in die Baureihe 743.2 ein. Sie sind seither in Brno-Maloměřice (zwei Maschinen), Bohumín, Praha-Vršovice (vier Maschinen), Děčín (zwei Maschinen), Hradec Králové, Rakovník und Olomouc beheimatet. Die Fahrzeuge werden vorrangig im Rangierdienst eingesetzt, in Ausnahmefällen führen die Lokomotiven auch Reisezüge.
ZSSK Cargo
Das slowakische staatliche Eisenbahnverkehrsunternehmen Železničná spoločnosť Cargo Slovakia (ZSSK Cargo) schloss im Juni 2022 einen Vertrag zur Erneuerung von 20 Lokomotiven der Reihe 742. Die Umbauten wurden im Februar 2023 begonnen und bis Februar 2024 abgeschlossen. Vier Lokomotiven erhielten Fahrzeuggeräte für das moderne europäische Zugbeeinflussungssystem ETCS, die von CAF geliefert wurden. Für CZ LOKO war es der bisher größte Auftrag von einem slowakischen Eisenbahnverkehrsunternehmen. Bis April 2026 sollen weitere zehn Lokomotiven umgebaut werden.

## Technische Merkmale
Der Rahmen und die Drehgestelle sind identisch mit denen der Spenderlokomotiven. Das Führerhaus ist etwas höher gelegt und in den Seitenfensterbereichen stärker abgeschrägt sowie geringfügig nach hinten verlegt. Die Hauben für den vorderen und hinteren Vorbau sind schmaler und niedriger ausgeführt. Das ergibt für den Lokomotivführer eine verbesserte Rundumsicht. Außerdem wurden die vorderen und hinteren Aufstiege verbessert, was gleichzeitig einen sicheren Halt für den Rangierer ermöglicht.
Im vorderen Vorbau befinden sich vor dem Führerstand die elektrische Steuerung, der Dieselmotor mit der Abgasanlage, dessen Kühlanlage und der Block für die pneumatische Bremse sowie die pneumatische Steuerung sämtlicher Hilfsbetriebe. Im kürzeren hinteren Vorbau befindet sich der Block für die elektrodynamische Bremse. Die Baumusterlok hatte eine Dienstmasse von 64 t, die weiteren Lokomotiven von 2019 an eine Dienstmasse von 72 t.
Die Lokomotive ist in der Lage, auf einer Steigung von 4 ‰ eine Last von 2800 t mit einer Geschwindigkeit von 15,7 km/h, eine Last von 2100 t mit 21,1 km/h und eine Last von 1200 t mit 34,6 km/h zu befördern. Sie besitzt ein digitales Steuersystem, eine automatische Geschwindigkeitsüberwachung und ist mit Gleitschutz ausgerüstet. Als Feststellbremse dient eine Federspeicherbremse. Auf Kundenwunsch kann die Lokomotive mit ETCS, Funkfernsteuerung und Elementen von Kamerasystemen zusätzlich ausgerüstet werden.